# Mads Dahm
Mads Dahm (Oslo, 21 ottobre 1988) è un calciatore norvegese, difensore del Lyn.

## Carriera

### Club
Dahm iniziò la sua carriera con la maglia del Lyn, con cui esordì ufficialmente nella Coppa di Norvegia 2006 in data 10 maggio contro il Fossum, partita nella quale la sua squadra si impose per quattro a zero. Poco meno di un anno dopo, debuttò nell'Eliteserien 2007 contro il Sandefjord, sostituendo Magnus Powell nella vittoria per tre a zero sul Lyn. Giocò nella massima divisione fino al 2009, stagione al termine della quale il suo Lyn retrocesse nella 1. divisjon, con i conti in rosso.
Fu così, infatti, che il Lyn dichiarò bancarotta nel corso del 2010 e Dahm entrò in possesso del suo cartellino. Si accasò così al Lillestrøm, con cui giocò la prima partita della sua carriera il 9 agosto, sostituendo Kristoffer Tokstad nella sconfitta per due a uno in casa dell'Odd Grenland.
Nel 2011 passò al Lyn Fotball, società nata dalle ceneri del Lyn Oslo.

### Nazionale
Dahm esordì per la Norvegia under 19 il 27 marzo 2007, nella sfida contro la Germania under 19, vinta dai teutonici per due a zero.
Il 23 novembre 2008, esordì con la Norvegia under 21, nella partita contro l'Estonia under 21, conclusasi con il punteggio di uno a uno.

## Statistiche

### Presenze e reti nei club
Statistiche aggiornate al 30 ottobre 2014.
| Stagione        | Club            | Campionato      | Campionato | Campionato | Coppe nazionali | Coppe nazionali | Coppe nazionali | Coppe continentali | Coppe continentali | Coppe continentali | Supercoppe | Supercoppe | Supercoppe | Totale | Totale |
| Stagione        | Club            | Comp            | Pres       | Reti       | Comp            | Pres            | Reti            | Comp               | Pres               | Reti               | Comp       | Pres       | Reti       | Pres   | Reti   |
| --------------- | --------------- | --------------- | ---------- | ---------- | --------------- | --------------- | --------------- | ------------------ | ------------------ | ------------------ | ---------- | ---------- | ---------- | ------ | ------ |
| 2006            | Lyn Oslo        | ES              | 0          | 0          | CN              | 1               | 0               | -                  | -                  | -                  | -          | -          | -          | 1      | 0      |
| 2007            | Lyn Oslo        | ES              | 9          | 0          | CN              | 1               | 0               | -                  | -                  | -                  | -          | -          | -          | 10     | 0      |
| 2008            | Lyn Oslo        | ES              | 12         | 0          | CN              | 3               | 1               | -                  | -                  | -                  | -          | -          | -          | 15     | 1      |
| 2009            | Lyn Oslo        | ES              | 16         | 0          | CN              | 3               | 0               | -                  | -                  | -                  | -          | -          | -          | 19     | 0      |
| 2010            | Lyn Oslo        | 1D              | 0          | 0          | CN              | 1               | 0               | -                  | -                  | -                  | -          | -          | -          | 1      | 0      |
| Totale Lyn Oslo | Totale Lyn Oslo | Totale Lyn Oslo | 37         | 0          |                 | 9               | 1               |                    | -                  | -                  |            | -          | -          | 46     | 1      |
| 2010            | Lillestrøm      | ES              | 7          | 0          | CN              | 0               | 0               | -                  | -                  | -                  | -          | -          | -          | 7      | 0      |
| 2011            | Lyn             | 4D              | 24         | 6          | CN              | 0               | 0               | -                  | -                  | -                  | -          | -          | -          | 24     | 6      |
| 2012            | Lyn             | 3D              | 9          | 3          | CN              | 3               | 0               | -                  | -                  | -                  | -          | -          | -          | 12     | 3      |
| 2013            | Lyn             | 2D              | 24         | 1          | CN              | 2               | 0               | -                  | -                  | -                  | -          | -          | -          | 26     | 1      |
| 2014            | Lyn             | 2D              | 2          | 0          | CN              | 0               | 0               | -                  | -                  | -                  | -          | -          | -          | 2      | 0      |
| Totale Lyn      | Totale Lyn      | Totale Lyn      | 59         | 10         |                 | 5               | 0               |                    | -                  | -                  |            | -          | -          | 64     | 10     |
| Totale          | Totale          | Totale          | 103        | 10         |                 | 14              | 2               |                    | -                  | -                  |            | -          | -          | 117    | 11     |